# Idrottsföreningen Kamraterna Hässleholm
L'Idrottsföreningen Kamraterna Hässleholm (meglio noto come IFK Hässleholm) è una società calcistica svedese con sede nella città di Hässleholm. Disputa le proprie partite casalinghe presso l'Österås IP. Non va confuso con l'Hässleholms IF, altra squadra cittadina.

## Storia
Il club è stato creato il 20 giugno 1905 dall'imprenditore e appassionato di calcio Knut Rydlund. Nei primissimi anni, il terreno di gioco fu il Linnéängen, ma nel 1910 fu ultimato il Göingevallen che divenne poi l'impianto di casa per numerosi decenni a seguire. Durante gli anni '10, l'IFK Hässleholm era considerato uno dei migliori club a livello nazionale, e nel 1918 vinse il campionato della Scania.
Negli anni '20, la squadra fu retrocessa e affrontò successivamente un periodo difficile anche dal punto di vista finanziario, dato che la sua sopravvivenza fu possibile grazie ad alcuni prestiti. Durante gli anni '30 venne introdotta anche una squadra di pallamano, destinata a riscuotere successi negli anni a venire.
L'IFK Hässleholm tuttavia interruppe l'attività calcistica durante la seconda guerra mondiale, e quando formò nuovamente la squadra al termine del conflitto bellico non fu più in grado di essere iscritta al campionato di Division 2 dell'epoca, categoria in cui riuscì a tornare solo dopo qualche anno. Nel 1962 fu inaugurata la nuova club house sita sulla via Svedjemarksgatan, mentre tra gli anni '60 e '70 fu eretto l'Österås IP che è l'impianto dove la squadra gioca attualmente in casa.
Gli anni migliori per il club furono però quelli compresi fra il 1991 e il 1993. Il 1991 fu infatti l'anno della promozione in seconda serie, che all'epoca era ancora chiamata Division 1. Nel campionato 1992 arrivò una salvezza comoda, ma nel 1993 l'IFK Hässleholm chiuse al secondo posto in classifica e si qualificò per gli spareggi per salire in Allsvenskan, tuttavia la promozione sfumò al termine del doppio confronto perso contro il Degerfors. La permanenza nella serie cadetta durò fino alla stagione 1998 inclusa.
Nel 2000 il club, impegnato in terza serie, prelevò in prestito due giocatori inglesi dal Tottenham, rispettivamente Alton Thelwell e Peter Crouch: quest'ultimo, che qualche anno più tardi finì per disputare due Mondiali con la Nazionale inglese, rimase in Svezia solo per qualche mese, fintanto che in estate fu ceduto a titolo definitivo dal Tottenham al QPR. La loro presenza non bastò ad evitare la retrocessione in quarta serie. Solo un anno prima, nel 1999, Jon Jönsson aveva fatto il percorso inverso da Hässleholm al Tottenham, seppur a livello di squadra giovanile.
Successivamente, l'IFK Hässleholm ha spesso collaborato con altri club, ricevendo in prestito giocatori da approcciare all'ambiente svedese, come nei casi dei futuri Nazionali sudafricani May Mahlangu (2008-2009) e Tokelo Rantie (2011).

## Palmarès

### Competizioni nazionali
- Kamratmästerskapen: 1

1919

### Altri piazzamenti
- Division 1:

Terzo posto: 1993
- Kamratmästerskapen:

Finalista: 1918